# Bor-et-Bar
Bor-et-Bar – miejscowość i gmina we Francji, w regionie Oksytania, w departamencie Aveyron. W 2013 roku jej populacja wynosiła 194 mieszkańców. Przez gminę przepływa rzeka Viaur. 